# Stanisław Orlik
Stanisław Orlik herbu Nowina (zm. w 1559) – polski dworzanin, pisarz polny koronny, żupnik ruski.
Jego rodzina dziedziczyła Łaziska w ziemi sandomierskiej (można spotkać informacje, że na Śląsku). Możliwe, że był synem Mikołaja Orlika, łożniczego królewskiego. 
Do 1549 roku był dworzaninem, najpierw Zygmunta I Starego, a następnie Zygmunta Augusta. Wiadomo, że w 1532 roku dwukrotnie asystował poselstwom z Turcji. Pracował także w skarbowości (sporządzał inwentarz starostw konińskiego i pyzdrskiego w 1539, po śmierci Stanisława Tomickiego). W 1539 roku został pisarzem polnym koronnym. Odprawiał popisy wojska podolskiego w latach 1540, 1541, 1543 i 1549. W 1550 został żupnikiem ruskim, a także administratorem dóbr królewskich w powiatach drohobyckim i sanockim.
Stanisław Orlik udzielał pożyczek Zygmuntowi Augustowi, za co otrzymywał liczne profity. Król pozwalał mu na wykup wsi, wójtostw, dzierżawę i budowę młynów, pobór ceł.
Około 1550 roku ożenił się z Katarzyną Komorowską, córką Jana, kasztelana połanieckiego. Ich synowie, Jan i Stanisław, studiowali na uniwersytecie w Padwie.
Zmarł w 1559 i został pochowany w krakowskim kościele Świętej Trójcy, w kaplicy Zbawiciela. Na jego grobie wdowa wystawiła okazały nagrobek z czerwonego marmuru, którego autorem był Hieronim Canavesi.